# Boucekiella depressa
Boucekiella depressa är en stekelart som beskrevs av Hoffer 1954. Boucekiella depressa ingår i släktet Boucekiella och familjen sköldlussteklar. Inga underarter finns listade.